# خوسيه أنطونيو مارتينيز ألفاريز
خوسيه أنطونيو مارتينيز ألفاريز (بالإسبانية: José Antonio Martínez Álvarez)‏ (29 يوليو 1997 بأوفييدو في إسبانيا - ) هو لاعب كرة قدم إسباني في مركز الدفاع.

## وصلات خارجية
- خوسيه أنطونيو مارتينيز ألفاريز على موقع قاعدة بيانات كرة القدم.إي يو (الإنجليزية)
- خوسيه أنطونيو مارتينيز ألفاريز على موقع Soccerway.com (الإنجليزية)